# Tomoko Kawakami
Tomoko Kawakami (川上 とも子?, Kawakami Tomoko, vero nome: 川上 倫子; Tokyo, 25 aprile 1970 – Tokyo, 9 giugno 2011) è stata una doppiatrice giapponese.
Laureatasi alla Toho Gakuen School of Music, la Kawakami ha lavorato per la Production Baobab. La causa della morte è stata un cancro alle ovaie.

## Carriera
Kawakami debutta nel 1995 come doppiatrice di Chiriko in Fushigi yûgi. Due anni dopo doppia per la prima volta il personaggio principale di Utena Tenjō nell'anime La rivoluzione di Utena. Dopo Chiriko e Utena, riceve altri ruoli importanti in Air (Misuzu Kamio), Bleach (Soifon), Chrono Crusade (Rosette Christopher), Hikaru no Go (Hikaru Shindou) e Keroro (Fuyuki Hinata).
Kawakami è stata una doppiatrice versatile capace di modulare la voce per interpretare voci che andavano da giovani ragazzi (Hikaru Shindo, Fuyuki Hinata, Chiriko), graziose ragazze (Sugar, Misuzu Kamio, Sayuri Kurata) e personaggi comici (Ai Mori, Pirika). Ma era meglio conosciuta per i suoi ruoli di personaggi forti (Soifon, Utena Tenjō).

## Doppiaggio

### Serie anime
- A Little Snow Fairy Sugar - Sugar
- Air - Misuzu Kamio
- Amaenaideyo!! - Sumi Ikuina
- Angelic Layer - Madoka Fujisaki
- Aquarion - Futaba
- ARIA - Athena Glory
- Battle athletes daiundōkai - Chris Christopher
- Betterman - Sēme
- Bleach – Soifon
- Bucky - The Incredible Kid - Pink
- Cardcaptor Sakura - Rika Sasaki
- Chrono Crusade - Rosette Christopher
- Clannad – Ragazza del Mondo Illusorio
- Cyborg 009 - Cynthia
- Darker than Black - Amber
- Dear Boys - Yukiko Kawasaki
- Demonbane - Claudius
- Di Gi Charat Nyo! - Chibi Akari, Kareida-san
- Elfen Lied - Mariko
- Erufu wo Karumono-tachi - Annette, Emily
- Erufu wo Karumono-tachi 2 - Annette, Pichi
- F-Zero: GP Legend - Reina, Sasuke
- Fantasmi a scuola - Miyanoshita Satsuki
- Fullmetal Alchemist - Kayal (nell'episodio 9)
- Fushigi yûgi, Fushigi yūgi Oni e Fushigi yūgi Eikoden - Chiriko
- Gakuen Heaven - Umino Satoshi
- Gaiking - Legend of Daiku-Maryu - Lulu
- Gokujō Seitokai - Cyndi Manabe
- Great Teacher Onizuka - Hoshino (nell'episodio 28)
- Godannar - Luna
- Harukanaru toki no naka de - Akane Motomiya
- Hikaru no Go - Hikaru Shindō
- Ikoku Irokoi Romantan (Kaoru Ōmi)
- Jigoku Shōjo - Aya Kuroda (nell'episodio 1)
- Jinki: EXTEND - Elnie Tachibana
- Kanon - Sayuri Kurata
- Kenichi - Furinji Miu
- Keroro - Fuyuki Hinata
- La legge di Ueki - Ai Mori
- La rivoluzione di Utena - Utena Tenjō
- La stirpe delle tenebre - Kazusa Otonashi
- Magical Girl Pretty Samy TV - Konoha Haida/Funky Connie
- Mahō Senshi Riui - Merrill
- MegaMan NT Warrior - Principessa Pride
- Mirmo - Wakaba
- Mobile Battleship Nadesico - Eri, Ai
- Nadja - Shudefan
- Narue no Sekai - Ran Tendō
- NieA 7 - Kāna
- Nodame Cantabile - Elise
- One Piece - Amanda
- Lo stregone Orphen - Licorice Nelson
- Paranoia Agent - Heroin
- PIANO - Yūki Matsubara
- Pokémon - Ayame, Takami, Buneary, Pokédex (della regione di Sinnoh)
- Popotan - Konami, Mai
- Rokumon Tengai Mon Kore Naito - Fearī
- Saiyuki Reload - Lirin
- Saru Get You -On Air- - Natsumi
- Sensei no Ojikan - Akane Kobayashi
- Shaman King - Pirika, Meene Montgomery
- Shijō Saikyō no Deshi Kenichi - Fūrinji Miu
- Kōtetsu Tenshi Kurumi  - Eiko Kichijōji
- Jūni Kokuki - Rangyoku
- Tactics - Yōko
- Tantei gakuen Q - Kazuma Narusawa
- Tenshi ni Narumon! - Noelle
- Tokyo Mew Mew - Ayano Uemura (nell'episodio 28)
- Touch - Kōchi
- Trinity Blood - Elise Wasmeyer (nell'episodio 8)
- Uta∽Kata - Satsuki Takigawa
- Yakitate!! Japan - Principessa Anne (episodio 31)

### Film
- Air - Misuzu Kamio
- Bleach: Memories of Nobody - Soifon
- Bleach: The DiamondDust Rebellion - Soifon
- Un sentimento che trascende il tempo - Harin
- Chō gekijōban Keroro gunsō - Fuyuki Hinata
- Chō gekijōban Keroro gunsō 2: Shinkai no princess de arimasu! - Fuyuki Hinata
- Chō gekijōban Keroro gunsō 3: Keroro tai Keroro - Tenkū dai kessen de arimasu! - Fuyuki Hinata
- Chō gekijōban Keroro gunsō: Gekishin Dragon Warriors de arimasu! - Fuyuki Hinata
- Utena la fillette révolutionnaire - The Movie: Apocalisse adolescenziale - Utena Tenjō
- Lupin III - Alcatraz Connection - Monica

### Videogiochi
- Air: 1000th Summer - Misuzu Kamio
- Ape Escape - Natsumi, Charu (Kathy, Casi nella versione occidentale)
- Ape Escape 2 - Natsumi
- Ape Escape: Pumped & Primed - Natsumi, Charu
- Ape Escape P - Natsumi, Charu
- Ape Escape 3 - Natsumi
- Atelier Elie: The Alchemist of Salburg 2 - Xe
- Bleach: Blade Battlers 2 - Soifon
- Bleach: Heat The Soul 3 - Soifon
- Bleach: Heat the Soul 4 - Soifon
- Bleach: Shattered Blade - Soifon
- Brave Story: New Traveler - Yuno
- Devil Kings - Itsuki (Puff nella versione occidentale)
- Dragon Force II: Kamisarishi Daichi ni - Megumi
- Eternal Arcadia - Aika
- Everybody's Golf 3 - Moe
- Grandia Xtreme - Lutina
- Growlanser II: The Sense of Justice - Charlone Claudius
- Gungrave - Mika Asagi
- Gungrave Overdose - Mika Asagi
- Kanon - Sayuri Kurata
- Klonoa 2: Lunatea's Veil - Lolo
- Klonoa Beach Volleyball - Lolo
- Mr Moskeeto - Rena
- Never7 -the end of infinity- - Yuka Kawashima
- Radiant Silvergun - Reana
- Ratchet & Clank 3 - Sasha
- Sengoku Basara 2 - Itsuki
- Sengoku Basara: Battle Heroes - Itsuki
- Sengoku Basara: Chronicle Heroes - Itsuki
- Shaman King: Soul Fight - Pirika
- Shaman King: Funbari Spirits - Pirika, Redseb Muntzer Asakura
- Skies of Arcadia - Aika
- Super Robot Wars Z - Futaba
- Super Smash Bros. Brawl - Ivysaur, Gardevoir
- Super Smash Bros. for Nintendo 3DS e Wii U - Gardevoir
- Super Smash Bros. Ultimate - Gardevoir
- Tales of Destiny 2 - Nanaly Fletch
- The King of Fighters 2001 - May Lee Jinju
- The King of Fighters 2002 - May Lee Jinju
- The King of Fighters Neowave - May Lee Jinju
- The King of Fighters 2002: Unlimited Match - May Lee Jinju
- The Legend of Dragoon - Meru
- La legge di Ueki: Taosu Zeroberuto Juudan! - Ai Mori
- Viper F40 - Raika
- Viper CTR - Miki

### CD Drama
- Air (serie) - Misuzu Kamio
- Aria The Natural - Athena Glory
- Bleach; Hanatarou's Lost Item - Soifon
- Cardcaptor Sakura; Sweet Valentine Stories - Rika Sasaki
- Doki Doki School Hours - Akane Kobayashi
- Harukanaru toki no naka de - Akane Motomiya
- Kagetsu no Yoi Unmei no Meikyu Shuroku Video Tsuki
- Momoji no Mai
- Okibi
- Toki Fuuin
- Tokomidori
- Tsuki no Shizuku
- Uzusukiyo
- Hikaru no Go: Sorezore no Toki - Hikaru Shindo
- JINKI: EXTEND - Elnie Tachibana
- Kanon Anthology - Sayuri Kinata
- Mizuse-san Chi
- Mita Sora no Koto
- Itsuka Mita Yume
- Kara no Kyoukai - Shiki Ryōgi
- La legge di Ueki - Ai Mori
- The Law of Drama
- The Law of Radio
- Piano Gakusho - Yuki Matsubara
- Saiyuki Audio Drama - Lirin
- Tactics - Yoko
- Tales of Destiny - Nanaly Fletch
- ZombieLoan - Yuuta

### Live Action
- Nodame Cantabile - Puririn